# Station Selles-sur-Cher
Station Selles-sur-Cher is een spoorwegstation in de Franse gemeente Selles-sur-Cher.